# Крестьянская республика

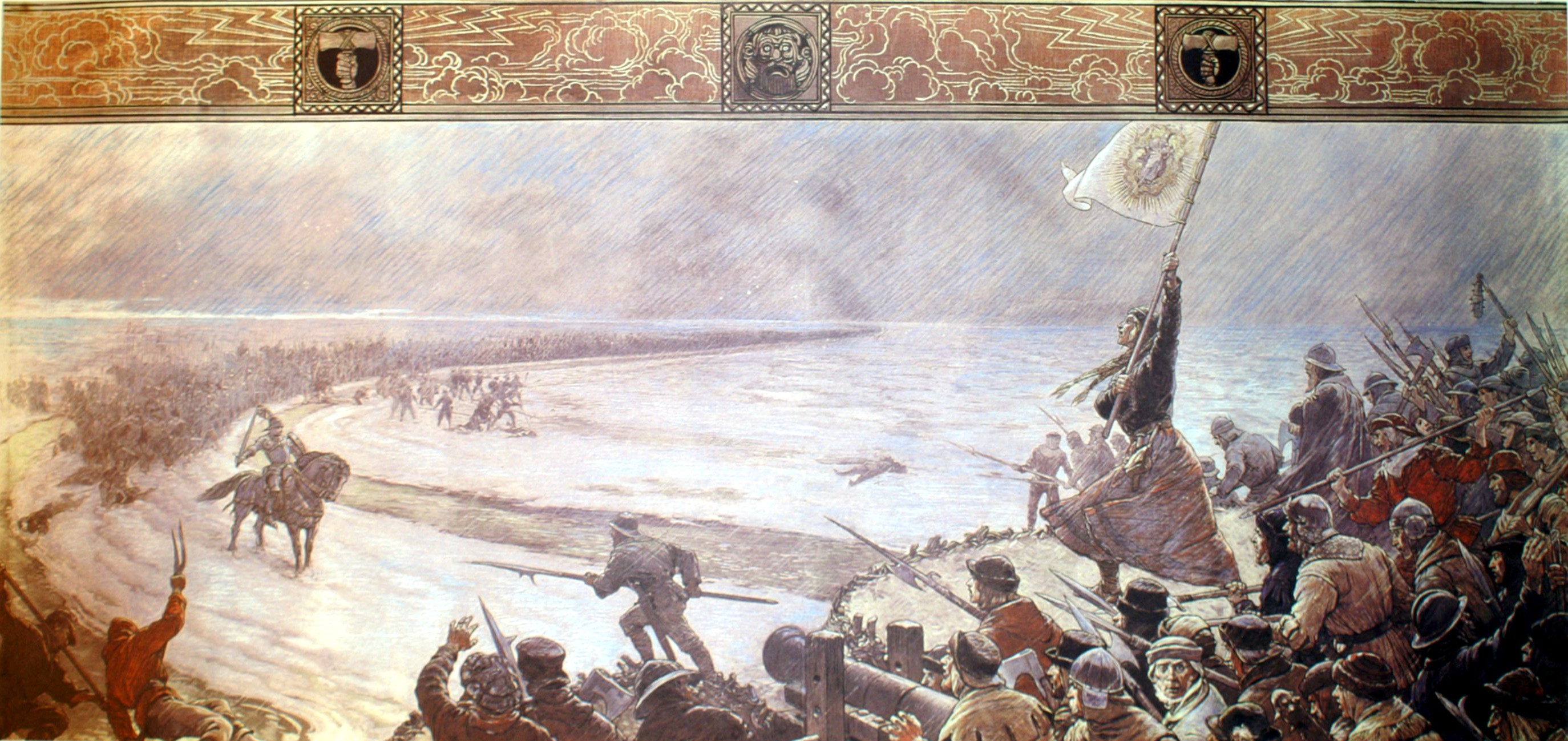
Макс Кох. «Битва при Хеммингштедте» (1910) между датчанами и войском крестьянской республики Дитмаршен.

Крестьянская республика (калька с немецкого слова Bauernrepublik) — термин, используемый для описания сельских обществ в Средние века, особенно в Священной Римской империи, в которой королевская, аристократическая и церковная власть была необычно слабой или отсутствовала, что позволяло местным крестьянам пользоваться высокой степенью автономии. В этом контексте термин «республика» не обязательно подразумевает наличие аппарата формального государства, хотя он действительно существовал в некоторых таких сообществах, а скорее просто отсутствие эффективной королевской/княжеской власти. Обычно крестьянские республики располагались в отдаленных и труднодоступных районах (таких как болота и горные долины), в которые было трудно вмешиваться внешним властям, и, как правило, они были слишком бедны, чтобы привлекать к себе много внимания.

## Примеры

### Фризия и Нижняя Эльба
Немецкий термин Bauernrepublik изначально был придуман для обозначения автономных округов в регионах Фризии и северо-западной Саксонии, в которых традиции «фризской свободы» оставались сильными на протяжении всего средневековья. Известные крестьянские республики в этой области включали Бутьядинген, Штадланд, Штединген, Ланд Вурстен, Ланд-Хадельн и Дитмаршен.
Некоторые из этих крестьянских республик исчезли в результате консолидации власти в руках единоличных правителей, что дало им возможность утвердиться в качестве мелких сеньоров по феодальному образцу, в то время как другие были аннексированы или завоеваны соседними князьями.
В XV в. различные крестьянские республики в Восточной Фризии были объединены под властью Киксенов, и в 1464 году Ульрих I фон Цирксена смог объявить себя графом Восточной Фризии. Западная Фризия ещё в конце XIII века при Жане II д’Авене вступила в личную унию с Голландией и потом была включена в состав Бургундских Нидерландов, которые в итоге стали частью Голландии. После битвы при Альтенеше 1234 года Штедингеры были подчинены княжеству-епископству Бремен и графству Ольденбург. Князья-архиепископы также подчинили своей власти Кединген, а в 1524 г. и землю Вурстен, а графы Ольденбургские приобрели Бутьядинген и Штадланд в 1514 г. Крестьяне Гадельна хотя и попали под власть герцогства Саксен-Лауэнбург в XIII в., тамошние герцоги были слишком слабы и позволили сохранить большую часть своей автономии вплоть до XIX в.

### Скандинавия
Термин «крестьянская республика» иногда применяется к некоторым общинам в Скандинавии в эпоху викингов и Средневековье, особенно в Швеции, где королевская власть, по-видимому, изначально была несколько слабой, и в районах современной Швеции, которые были ещё не под властью шведского короля, а также в Исландии, где Исландское свободное государство служит примером необычно большой и сложной крестьянской республики, построенной на тех же демократических традициях. Некоторые историки также утверждают, что Готланд имел подобное политическое устройство до вторжения датчан в 1361 году. Центральным элементом старых скандинавских демократических традиций были собрания, называемые тингами.

### Альпы
Во многих кантонах Швейцарии суверенитет был передан местным крестьянам в форме Landsgemeinde, хотя исполнительная власть была делегирована советам из шестидесяти человек. Эти свободные сообщества альпийских крестьян позже объединились с самоуправляющимися городами (такими как Берн и Женева), чтобы сформировать Швейцарский союз в которой до конца XVIII в. доминировали свободные землевладельцы.
Крестьянские республики также существовали в других местах альпийского региона, например, в Брегенцервальде..